# جون إل. سوليفان
جون إل. سوليفان (بالإنجليزية: John L. Sullivan)‏ هو محامي وسياسي أمريكي، ولد في 16 يونيو 1899 بمانشستر في الولايات المتحدة، وتوفي في 8 أغسطس 1982 في نفس البلد. حزبياً، نشط في الحزب الديمقراطي.